# Novembre 2007 en Afrique

## Événements

### 8 novembre
- Côte d’Ivoire : le gouvernement a annoncé la suppression de la Carte de séjour pour les ressortissants des pays membres de la Communauté économique des États de l'Afrique de l'Ouest (CEDEAO), en vigueur depuis 1990[1].
- Somalie: Des combats ont opposé des forces éthiopiennes et les islamistes dans la capitale Mogadiscio et ont fait 12 morts, cinq soldats éthiopiens et 7 civils. Le cadavre d’un soldat éthiopien a été traîné dans la rue sur plusieurs kilomètres[2]

### 14 novembre
- Burundi : Le président Pierre Nkurunziza a remanié son gouvernement incluant des membres des deux principaux partis d'opposition. Ainsi, à côté de 15 ministre issu du parti présidentiel le Conseil national pour la défense de la démocratie-Forces de défense de la démocratieCNDD-FDD, siègent désormais six du premier parti d'opposition, le Front pour la démocratie du Burundi (Frodebu), et trois du second l'Union pour le progrès national (Uprona) et deux « sans parti »[3].

### 22 novembre
- Somalie : Le président Abdullah Yusuf Ahmed a nommé Nur Hassan Hussein Premier ministre[4].

### 24 novembre
- Togo : Abbas Bonfoh a été réélu président de l’Assemblée nationale par les seuls députés du Rassemblement du peuple togolais (RPT). Les députés de l'Union des forces de changement (UFC) et du Comité d'action pour le renouveau (CAR) n’ont pas participé au scrutin[5].

### 25 novembre
- République démocratique du Congo : Le président Joseph Kabila a remanié le gouvernement dirigé par le Premier ministre, Antoine Gizenga[6].